# Polyrhaphis turnbowi
Polyrhaphis turnbowi är en skalbaggsart som beskrevs av Hovore och Mccarty 1998. Polyrhaphis turnbowi ingår i släktet Polyrhaphis och familjen långhorningar.
Artens utbredningsområde är Panama. Inga underarter finns listade i Catalogue of Life.